# Буриан, Зденек

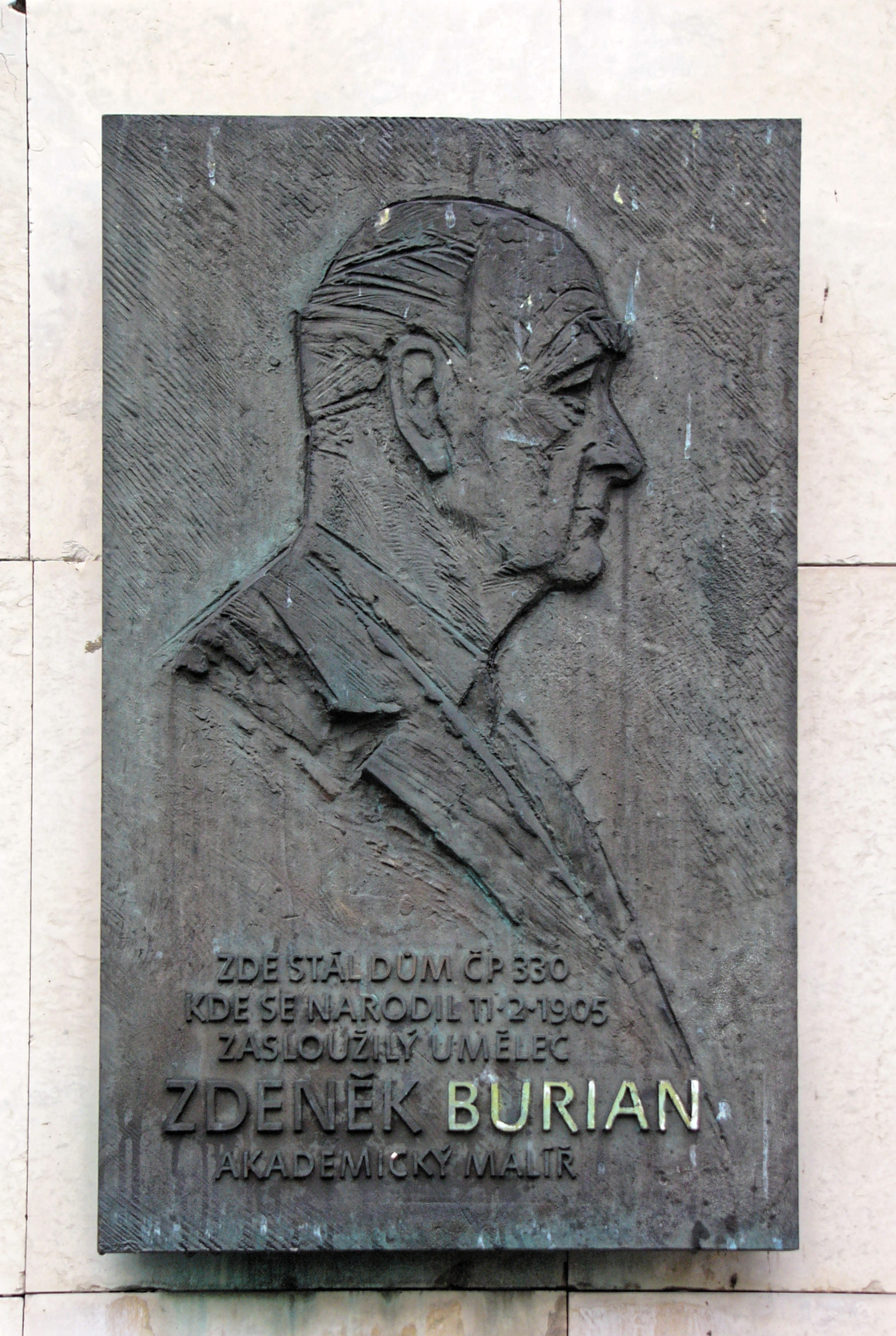

Зде́нек Бу́риан (чеш. Zdeněk Burian; 11 февраля 1905[…], Копршивнице, Моравска-Острава[…] — 1 июля 1981[…], Прага[…]) — чешский художник, иллюстратор и реконструктор. Широко известен множеством работ палеонтологической тематики, воспроизводящих ландшафты доисторических эпох, ископаемых животных и древних людей. По всей видимости являлся самым цитируемым художником-реконструктором XX века.
Отличительной чертой работ З. Буриана являлся высочайший профессионализм художника, сплав классической живописи, тонкое чувство детали, её изобразительной функциональности, и точных, достоверных, с позиций современной ему науки, реконструкций живых существ и ландшафтов. Работы художника далеко выходили за рамки утилитарной области иллюстрации научной, научно-популярной и приключенческой литературы и являлись самоценными живописными произведениями. Благодаря уникальному для своей профессиональной области стилю и качеству исполнения — многие произведения Зденека Буриана создали и на долгие годы стали архетипами реконструируемых существ. Большая часть работ художника не утратила актуальности до наших дней.

## Ранние годы и образование, начало творческой деятельности
Зденек Буриан родился 11 февраля 1905 года в Копршивнице. С детства проявил интерес к рисованию и живописи. Круг творческих интересов юного З. Буриана с самого начала очерчен очень четко: люди и природа. Этому способствовал его интерес к этнографии и географии, увлечение приключенческой литературой. Уже в ранних рисунках Зденек старался добиваться максимального сходства изображения с оригиналом, проводил много времени на природе, делая зарисовки людей, животных и элементов пейзажа с натуры.
Способности будущего художника не остались незамеченными, мать Гермина сумела убедила отца Эдуарда разрешить Зденеку обучаться рисованию. В 1919 году мать отвезла Зденека в Прагу, на экзамены в Академию изобразительных искусств. Экзамены принимали знаменитые художники — Макс Швабинский, Якуб Обровски, Войтех Гинайс и Влахо Буковац. Они были поражены талантом Зденека и единогласно решили зачислить его сразу на второй курс Академии, в класс профессора Якуба Обровского.
Первой успешной работой для 16-летнего художника стало иллюстрирование книги Роберта Стивенсона «Приключения Дэвида Бальфура».
На протяжении последующих 10 лет З. Буриан оттачивает свой талант графика и живописца. В его книжных иллюстрациях преобладают рисунки пером и тушью, в которых он демонстрирует по крайней мере два совершенно оригинальных технических приёма. Также широко представлен рисунок гуашью, доведённый им до абсолютного художественного и технического совершенства. В самой сложной области живописи — масляной — у Буриана поражает прежде всего чистота письма, колористическое и графическое решения, в которых также заметен ряд совершенно индивидуальных приёмов, которым пытаются подражать в тридцатые и сороковые годы некоторые другие живописцы и графики.
К концу 20-х — началу 30-х годов высокий профессионализм и качество работ сделали Буриана самым популярным иллюстратором приключенческой литературы и книг о путешествиях, издаваемых в Чехии.
Активно работая в области живописи и графики Буриан продолжает также пополнять и свои знания в области этнографии и географии, других естественных науках. Художник приближается к той теме, которая станет основной в его дальнейшей жизни.

## Первый период творчества, знакомство и начало сотрудничества с Йозефом Аугустой
Первый период творчества Зденека Буриана охватывает всю его деятельность примерно по 1940 год. Для него характерен изначальный интерес художника к географии, этнографии, антропологии. Вершиной этого периода является цикл живописных полотен «Земля и люди», который состоит из 40 картин, изображающих, во-первых, пейзажи различных континентов, во-вторых, — портреты представителей различных современных антропологических типов обитателей Земли. Этот цикл создавался в сотрудничестве с издававшимся в те годы журналом «По белу свету». Судьба большинства картин этого цикла неизвестна, некоторые находятся в частных коллекциях.
Другой важной составляющей этого периода является состоявшееся в 1935 году знакомство и начало сотрудничества с Йозефом Аугустой, вначале доцентом, а позднее — профессором палеонтологии Пражского университета.
Профессор Аугуста был знаком с иллюстрациями Буриана к рассказу Эдуарада Шторха «Охотники на оленей и мамонтов», который вышел в 1932 году в серии издателя Вилимека «Маленьким читателям». Аугуста отметил выдающиеся способности З. Буриана с художественной и предметной убедительностью и точностью изображать давно исчезнувшие формы жизни.
Профессор Аугуста привлёк З. Буриана к работе над палеонтологическими реконструкциями, в том же году предложив написать первые шесть картин на сюжеты первобытной жизни. В 1938 году художником было написано ещё несколько картин той же тематики. А в 1940 году З.Буриан начал работу над серией из 13 полотен маслом, 12 рисунков гуашью и 63 пером, предназначавшихся для иллюстрации монографии Аугусты «Чудеса первобытного мира».
В своих трудах З. Буриан постоянно прибегал к консультациям специалистов, активно занимался самообразованием.
Знакомство и сотрудничество с Аугустой определило характер и направление работ художника во второй период творчества.

## Второй период творчества
Началом второго периода творчества З. Буриана считается 1940 год, в котором окончательно определилось основное направление работ художника на всю оставшуюся жизнь. Именно в этот период в полной мере проявляется основная черта художника, как сплав реконструктора и живописца.
Ядро этого периода составляет цикл из 386 живописных масляных полотен, 128 картин темперой, гуашью и пастелью, 382 рисунка карандашом.
Работы этого периода высоко оценены ведущими палеонтологами своего времени. В частности, показательны слова немецкого палеонтолога, доктора П. Дабера, которые отражают общее отношение к произведениям художника:
Огромная серия его картин <...> стала основной нового как научного, так и всеобщего понимания геологической истории нашей природы.
Картины Буриана являются, по моему мнению, не просто художественными реконструкциями первобытной жизни, но часто и научными гипотезами, выраженными кистью художника.
Подавляющее большинство работ этого цикла хранятся крупными партиями в научных и культурных учреждениях Чехии. Меньшая их часть находятся в частных коллекциях.
Второй период творчества художника отмечен также и иной тематикой. Это цикл из 23 полотен маслом, которые создавались в период 1944—1977 годов (большая часть их пришлась на первую половину 60-х годов). Большинство из этих произведений в наши дни разбросаны по частным коллекциям и относятся к двум малым незаконченным циклам. В первом, «Порабощении» (13 полотен) художник задался целью написать исторический портрет туземных народов Земли периода колониализма. Второй (10 полотен) — так называемый «Антивоенный цикл», который З. Буриан незадолго до смерти решил назвать «Обвинение». Основной лейтмотив этих работ — предостережение перед жестокостью и безнадёжностью войн, грозящих опасностью самоуничтожения человечества.
В последние годы жизни художника волновала тревога о судьбах природы, которую он выразил в официальном послании незадолго до своей смерти.
Художник работал и над другими крупными темами. В частности из-за его смерти осталась незаконченной серия его больших полотен на сюжеты первобытного времени для Восточночешского зоологического сада в городе Двур-Кралове-над-Лабем. Из задуманных 34 картин, за три с половиной года художник успел написать 22 полотна. В его планы входило также завершить работы над циклами «Порабощение» и «Обвинение».
Вплоть до самой смерти З. Буриан продолжал активно работать, на его рабочем столе осталась лежать незавершенная иллюстрация для одного из чешских молодёжных журналов, а на мольберте — начатое полотно — эскиз к циклу «Порабощение».
Умер З. Буриан 1 июля 1981 года в Праге, в день открытия своей третьей в году персональной выставки.

## Интересные факты
- Художник работал, практически без перерыва, на протяжении целых 60 лет. Первые его работы увидели свет в 1921 году, последние — в 1981.
- З. Буриан работал не только на заказ, некоторые его работы, в частности знаменитая картина «Старый игуанодон пришёл умирать на кладбище динозавров» (изображение), на долгие годы ставшая эталонным и самым широкоцитируемым изображением ископаемой рептилии — игуанодона, являлась продуктом свободного творчества автора, заинтересовавшегося изображаемым объектом. Работа инспирирована находкой большого количества костных останков игуанодона в районе Берниссара.
- В рисунках З. Буриан использовал классическую технику рисунка пером. Учитывая потребности чёрно-белого телевидения, художник использовал и технику мягкого полутеневого рисунка карандашом.
- Большой процент реконструкций З. Буриана стал стереотипом в изображении ископаемых существ. Общее количество репродукций и особенно цитирований работ художника — не поддается никакому учёту. Особенно популярны они были в научно-популярной литературе и филателии.
- Буриан также же выступил консультантом и художником в фильме Карела Земана «Путешествие к началу времен».

## Наследие
Общее количество рисунков Зденека Буриана карандашом и пером достигает 14’000, с учётом неустановленного точно количества мелких рисунков это число может быть много больше. Он иллюстрировал 456 книг (иллюстрации и суперобложки), создал свыше 200 самостоятельных суперобложек, также иллюстрировал около 550 рассказов, опубликованных в журналах. За свою жизнь он написал 1053 картины маслом, темперой, гуашью и пастелью.
В честь Зденека Буриана и профессора Йозефа Аугусты Андрей Сенников назвал новый вид триасского архозавроморфа Augustaburiania vatagini.

## Прижизненная библиография (палеонтология и палеоантропология)
- Й. Аугуста, Чудеса первобытного мира, 88 иллюстраций. Прага: Тоужамский и Моравец, 1942
- G. Buschendorf, H. Wollffgramm, J. Radant, Weltall-Erde-Munsch, 18 иллюстраций. Берлин, 1954
- Й. Аугуста и З. Буриан, Tiere der Urzeit, 60 иллюстраций. Прага: Артия, 1956
- Й. Аугуста и З. Буриан, Menschen der Vorzeit, 42 иллюстрации. Прага: Артия, 1960
- Й. Аугуста и З. Буриан, Flagsaurier und Urvögel, 31 иллюстрация. Прага: Артия, 1961
- Й. Аугуста и З. Буриан, Das Buch von den Mammuten, 40 иллюстраций. Прага: Артия, 1962
- Й. Аугуста и З. Буриан, По путям развития жизни Прага: Артия, 1963. S-1456
- Й. Аугуста и З. Буриан, Saurier der Urmeere, 57 иллюстраций. Прага: Артия, 1964
- Й. Аугуста и З. Буриан, Kolosse urzeitlicher Kontinente und Meere, 50 иллюстраций. Прага: Артия, 1966
- S. Fishbein, Our Continent, 22 иллюстрации. Вашингтон, 1976
- Й. Бенеш, Prehistoric Animals and Plants, 128 иллюстраций. Лондон, 1979